# Quedlinburg
Quedlinburg (IPA [ˈkveːdlɪnbʊʁk]) – miasto w środkowych Niemczech w kraju związkowym Saksonia-Anhalt, w powiecie Harz, położone nad rzeką Bode, na północ od gór Harzu.
Założone w 922 przez Henryka I Ptasznika, zyskało na znaczeniu gdy Otton I Wielki wybudował tu palatium królewskie – rezydencję władców Saksonii. Duży wpływ na politykę i gospodarkę Quedlinburga miało ufundowane w 936 przez Ottona I, z inicjatywy jego matki Matyldy, wdowy po Henryku I Ptaszniku, żeńskie opactwo (niem. Damenstift Quedlinburg). W średniowieczu miasto należało do Hanzy. Od XV wieku pod panowaniem elektorów Saksonii. W 1698 przyłączone do Brandenburgii, a od 1813 w granicach Prus. Po II wojnie światowej na terytorium Niemieckiej Republiki Demokratycznej.
Kolegiata, zamek oraz stare miasto w Quedlinburgu zostały wpisane w 1994 na listę światowego dziedzictwa kulturowego UNESCO.

## Toponimika nazwy
Wedle legendy nazwa miasta pochodzi od nazwiska możnego z Turyngii Quitilio, który w V wieku miał postawić pierwsze zabudowania w miejscu obecnego zamku.

## Geografia fizyczna

### Położenie
Miasto leży na północ od gór Harzu na wysokości 122 m n.p.m. Większa część miasta leży na zachodnim brzegu rzeki Bode (dopływu Soławy).

### Klimat

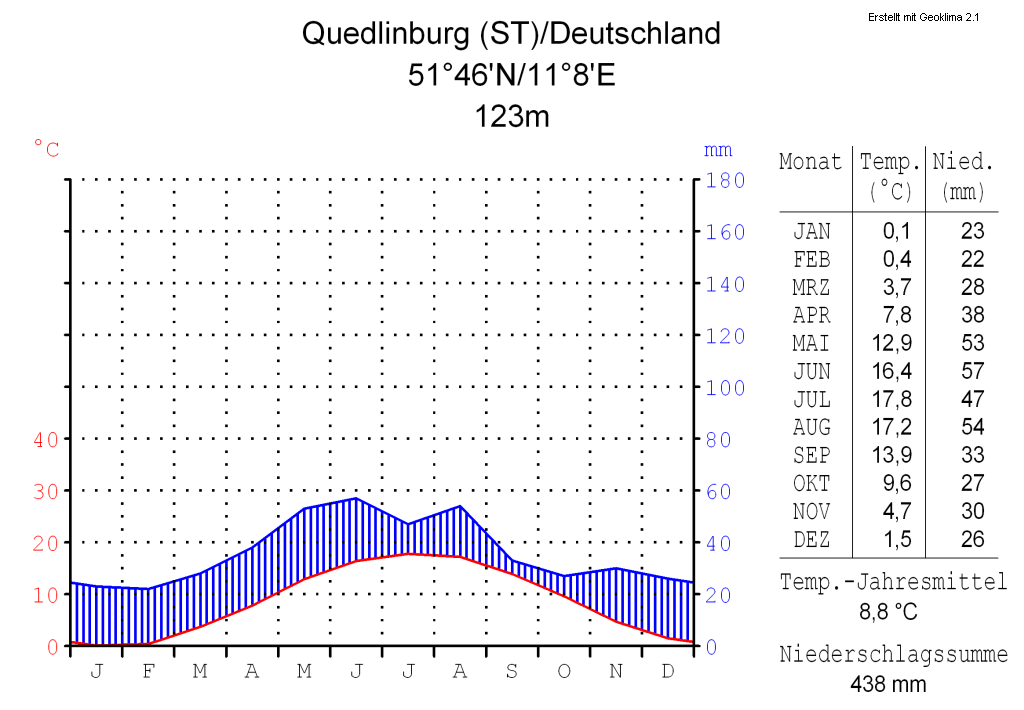
Klimat Quedlinburga

Miasto położone jest w strefie klimatu umiarkowanego, w obszarze niewielkich opadów związanych z położeniem po północno-wschodniej, zawietrznej stronie gór Harzu, w tzw. cieniu opadowym. Całkowita roczna suma opadów w Quedlinburgu to ok. 438 mm – najniższa na terenie Niemiec. Najobfitsze opady występują w czerwcu (57 mm) a najmniejsze w grudniu, styczniu i lutym (23 mm), tak więc można mówić tu o kwedlinburskiej “suszy zimowej” (niem. Wintertrockenheit).
Średnia roczna temperatura powietrza w Quedlinburgu wynosi 8,8 °C. Najcieplejszymi miesiącami są lipiec i sierpień (średnia temp. 17.8 °C-17,2 °C), a najchłodniejszymi styczeń i luty (średnia temp. 0.1 °C-0,4 °C).

## Populacja
- 1998 – 24 776
- 2000 – 24 114
- 2005 – 22 795
- 2013 – 25 055

## Geografia społeczno-ekonomiczna

### Sąsiednie gminy
Quedlinburg leży w powiecie Harz i graniczy z 12 miastami i gminami Saksonii-Anhaltu (zgodnie z ruchem wskazówek zegara, zaczynając od północnego wschodu): gminą Harsleben, miastem Wegeleben, gminami Ditfurt i Selke-Aue, miastem Ballenstedt (dzielnicami Badeborn i Asmusstedt) oraz miastem Thale (dzielnica Warnstedt).

### Podział administracyjny
Historyczne centrum miasta wyznaczają Westendorf, Burgberg, kościół św. Wiperta (Wipertikirche) oraz Münzenberg. Na północ leży założone w 994 Stare Miasto (Altstadt), a na zachód założone w XII wieku Nowe Miasto (Neustadt).
Na północ od Starego Miasta znajduje się średniowieczna dzielnica Gröpern. Wokół tego średniowiecznego centrum na przełomie XIX i XX wieku powstał pas willi w stylu secesyjnym. Za pasem budowano kolejne dzielnice: Kleysiedlung, osiedla Süderstadt (XIX–XX w.) oraz Kleers (lata 80. XX w.).
Pozostałe dzielnice Quedlinburga to: Münchenhof, Gersdorfer Burg, Morgenrot oraz Quarmbeck.
1 stycznia 2011 w wyniku reformy administracyjnej do Quedlinburga włączono miasto Gernrode oraz gminy Bad Suderode i Rieder, wchodzące do 31 grudnia 2010 w skład wspólnoty administracyjnej Gernrode/Harz, która została rozwiązana. 19 lutego 2013 sąd Landesverfassungsgericht w Dessau-Roßlau uznał rozwiązanie wspólnoty oraz przyłączenie trzech gmin do miasta za sprzeczne z konstytucją i tym samym dzielnice te stały się ponownie samodzielnymi gminami.
1 stycznia 2014 do miasta przyłączono gminę Bad Suderode oraz miasto Gernrode, które stały się jego dzielnicami.

## Historia

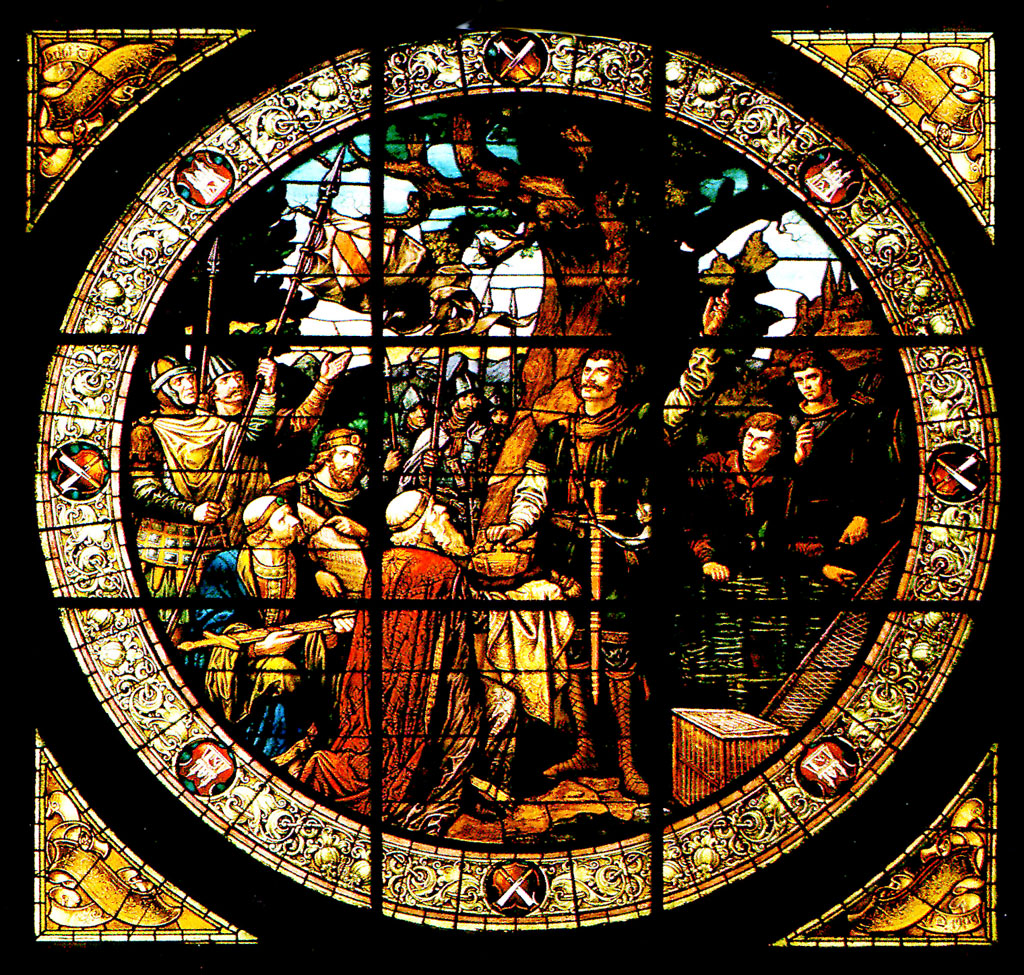
Koronacja Henryka I

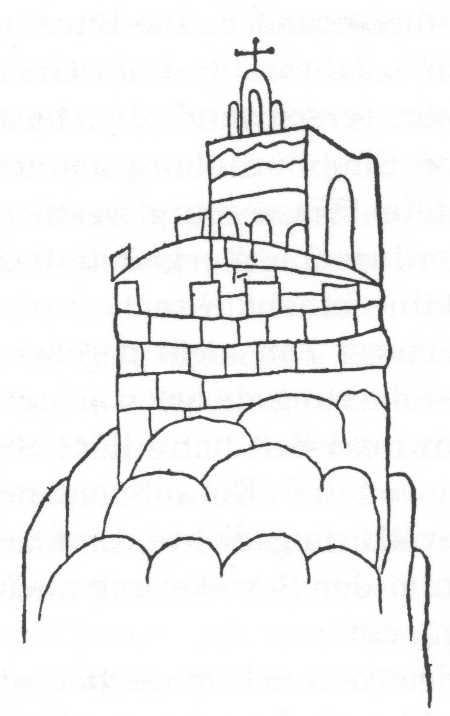
Najstarsze przedstawienie wzgórza zamkowego, 956 r.

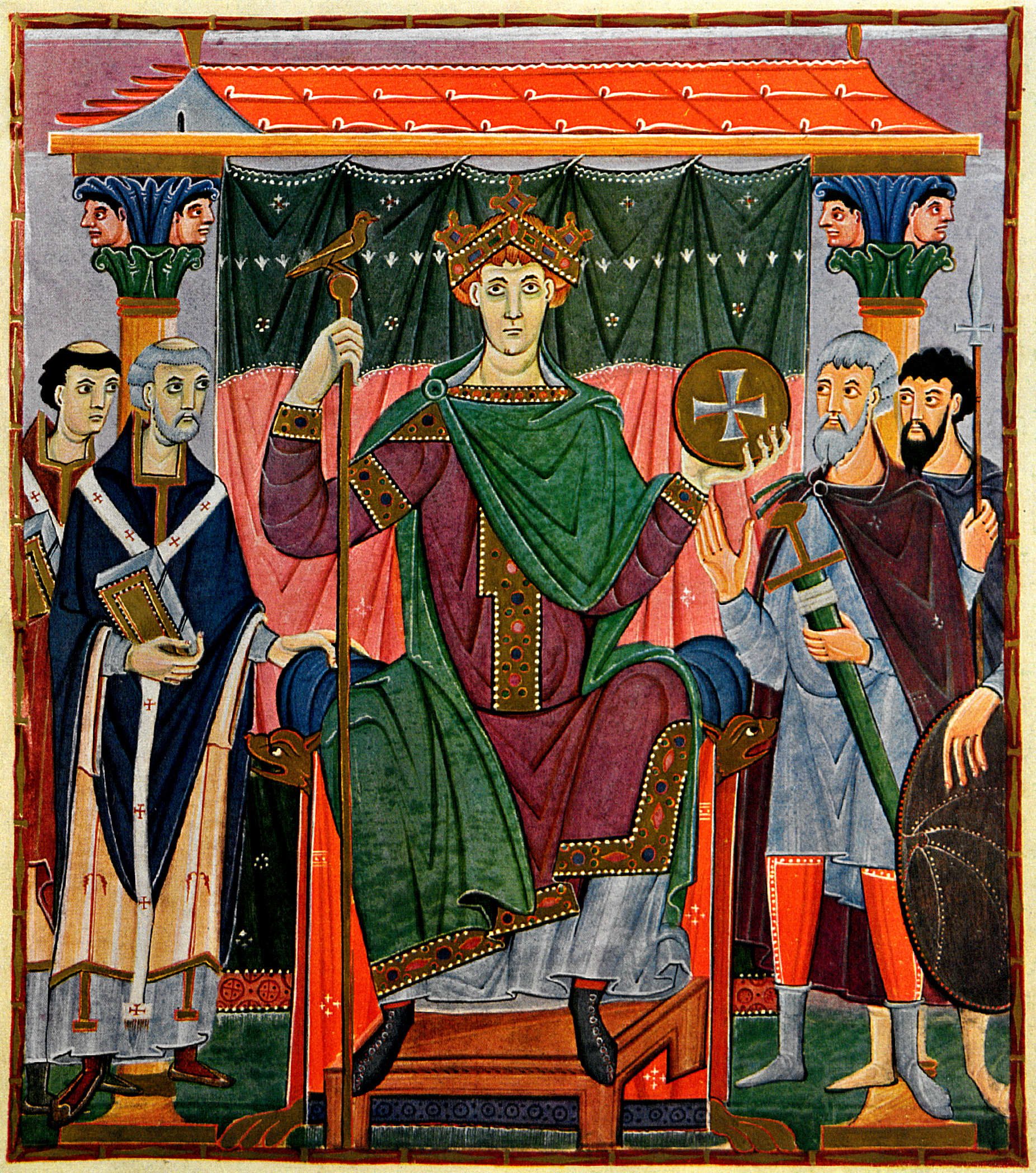
Otton III, miniatura z Ewangeliarza Ottona III

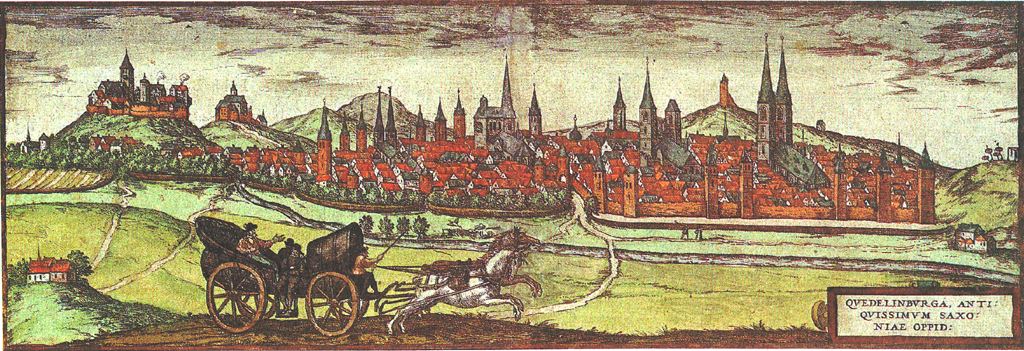
Widok Quedlinburga z 1581

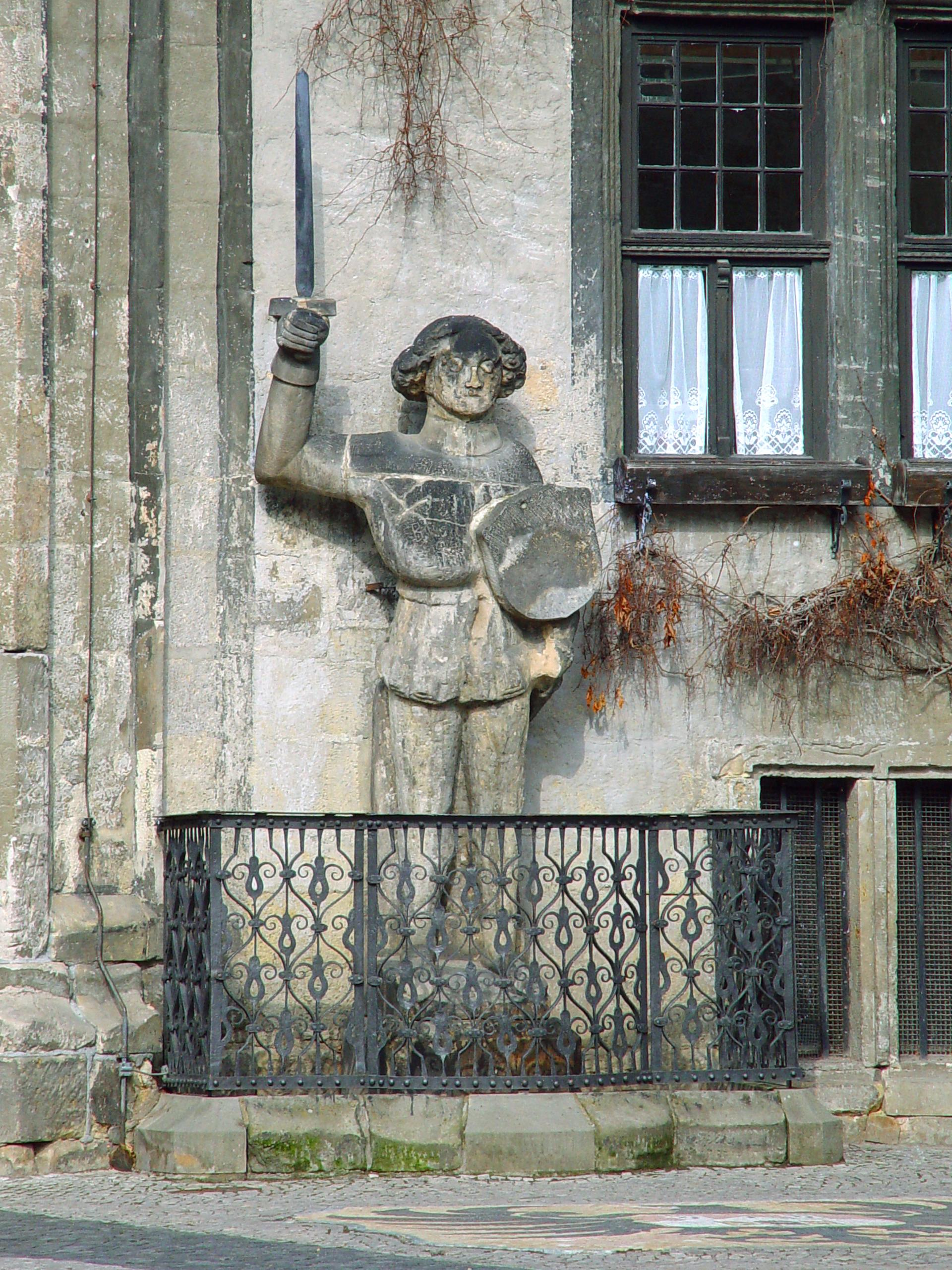
Posąg Rolanda przed ratuszem w Quedlinburgu

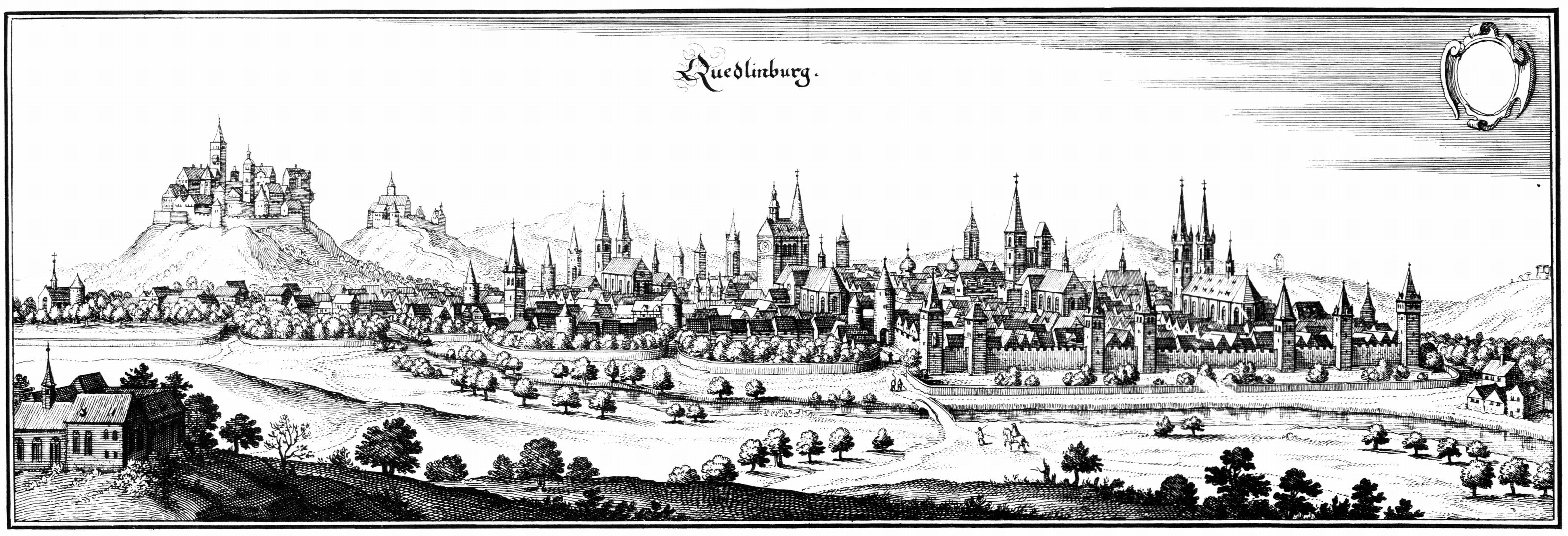
Quedlinburg w 1647, sztych Meriana

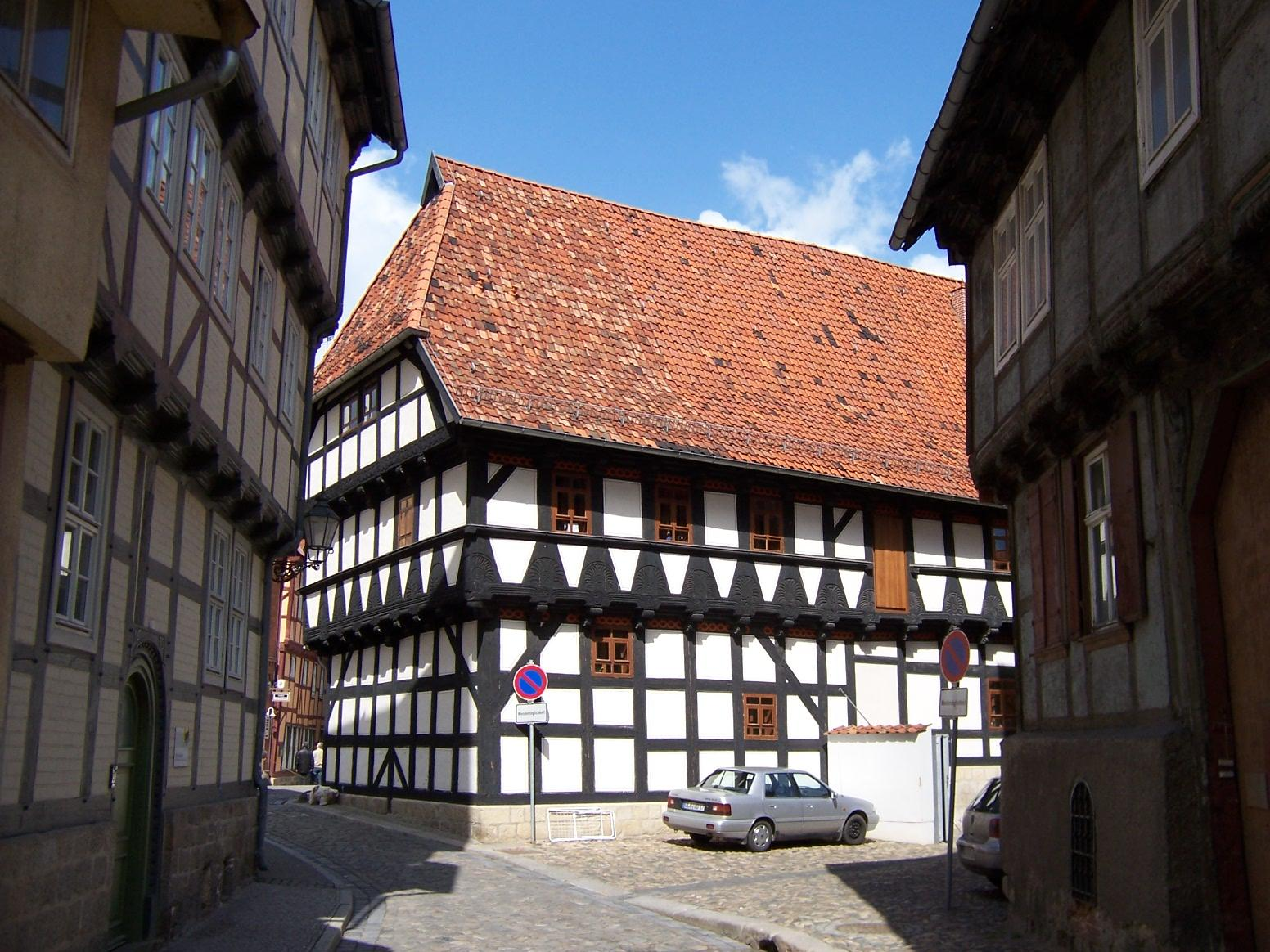
Zabudowa szachulcowa na ulicy Wordgasse

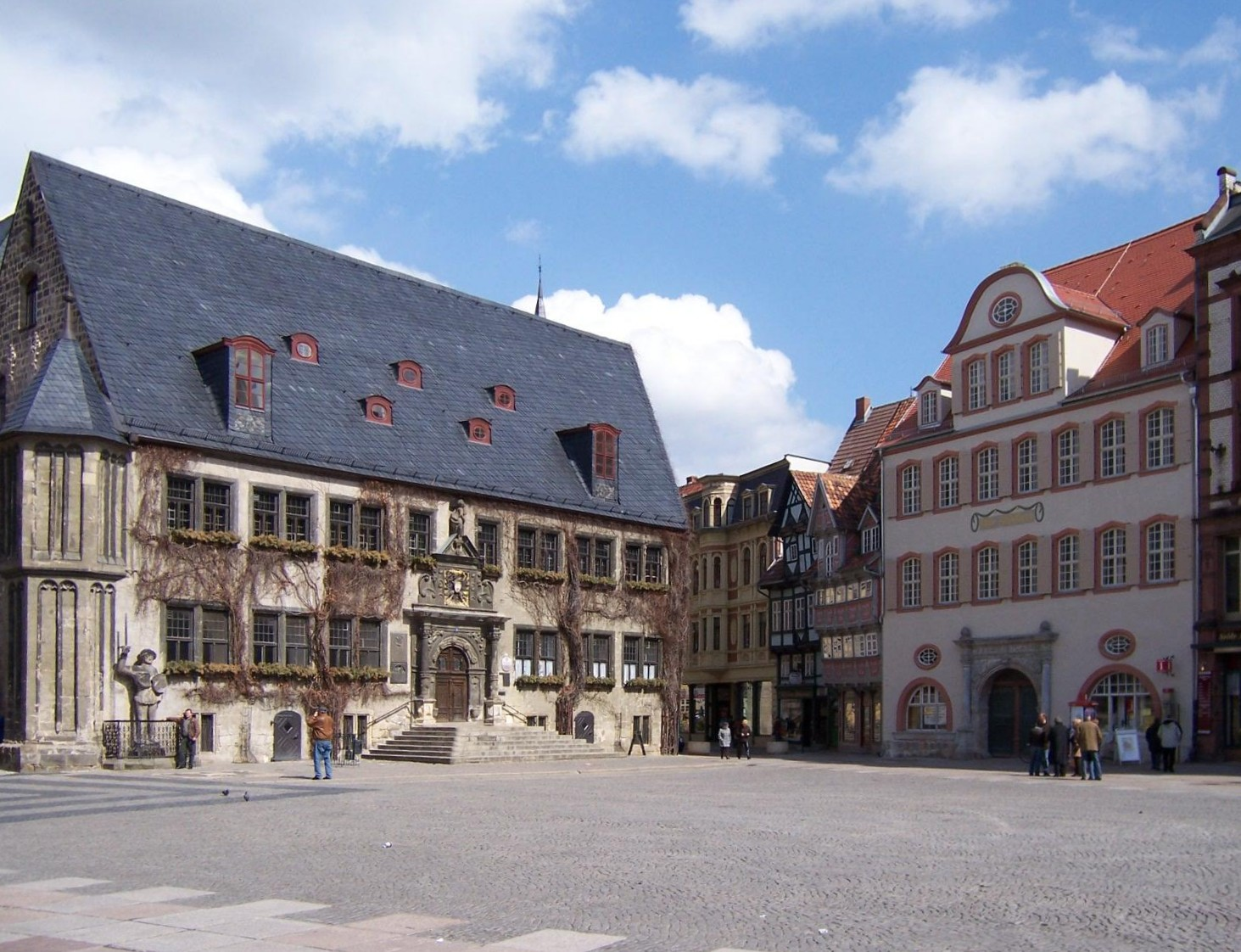
Rynek z ratuszem

### Pierwsze osadnictwo
Pierwsze ślady osadnictwa pochodzą z paleolitu. Od tego czasu tereny obecnego Quedlinburga były bezustannie zamieszkane. Ziemie bogate w surowce mineralne stały się szczególnie atrakcyjne w okresie neolitu. Z tego okresu pochodzą pozostałości 55 osad w granicach obecnego Quedlinburga i jego najbliższych okolic. Na szczytach okolicznych gór: Moorberg, Bockshorschanze i Brüggeberg znajdują się neolityczne kurhany.

### Średniowiecze
Pierwsze wzmianki o miejscowościach leżących w pobliżu obecnego Quedlinburga pochodzą z końca VIII wieku: Marsleben, Groß Orden,
Ballersleben, Ditfurt und Weddersleben. Kościół św. Wiperta (Wipertikirche) został założony najprawdopodobniej jako filia opactwa Hersfeld w ok. 835–863.

#### Palatium królewskie w Quedlinburgu X–XII wiek
Po raz pierwszy Quedlinburg wzmiankowany jest w 922 w dokumencie wydanym przez Henryka I Ptasznika dla benedyktyńskiego klasztoru Corvay w Höxter (Nadrenia Północna-Westfalia), w którym pojawia się jako villa quae dicitur Quitilingaburg (pol. miasto (miejsce) nazywane Kwedlinburgiem).
Henryk I Ptasznik zmarł w Memleben, niedaleko Quedlinburga. Zgodnie ze swoją wolą został pochowany w kaplicy kwedlinburskiego palatium w 936 Syn Henryka I, a zarazem jego następca, cesarz Otton I Wielki wybudował w Quedlinburgu w roku 936 rezydencję, która stała się siedzibą władców Saksonii.
Otton I ufundował również klasztor żeński (niem. Damenstift Quedlinburg), którego głównym zadaniem była modlitwa w intencji zmarłego króla Henryka I. Klasztor przyjmował głównie kobiety wywodzące się z arystokracji. Przełożoną klasztoru została wdowa po królu królowa Matylda, która sprawowała tę funkcję przez 30 lat. Córka Ottona I Matylda (955–999) objęła funkcję ksieni w klasztorze na wiosnę 966. Królowa Matylda zmarła w 968 i została pochowana u boku swojego męża. W ok. 1089–1092 w klasztorze przebywał książę Polski Zbigniew, uznany za bastarda przez swojego ojca Władysława I Hermana.
Otton I odwiedzał Quedlinburg w nieregularnych odstępach czasu, by obchodzić Święta Wielkanocne i czcić pamięć zmarłego ojca. W 941 podczas pobytu w Quedlinburgu ledwo uszedł z życiem z zamachu przygotowanego przez jego młodszego brata Henryka I.
Niektórzy historycy (m.in. Tomasz Jurek) wskazują Quedlinburg jako możliwe miejsce chrztu Polski w roku 965 lub 966.
W roku 973, po bitwie pod Cedynią odbył się w Quedlinburgu zjazd dworski (niem. Hoftag) zwołany przez cesarza Ottona I. Z zagranicy zaproszono m.in. księcia Czech Bolesława I oraz księcia Polan Mieszka I, którzy złożyli przysięgę wierności cesarzowi. W czasie zjazdu odbył się sąd cesarski mający rozstrzygnąć spór margrabiego saskiej Marchii Wschodniej Hodona i Mieszka I. Nie jest znany osąd cesarza; pewne jest to, że wyrok ten nie został zrealizowany, ponieważ władca niemiecki umarł w kilka tygodni po zjeździe. Ogólnie przypuszcza się, że był on dla władcy polskiego niekorzystny. Mieszko najprawdopodobniej nie przybył do Quedlinburga. Zamiast tego zmuszony groźbą przysłał swojego syna Bolesława w roli zakładnika – gwaranta pokoju na wschodniej granicy Cesarstwa. Bolesław Chrobry przybył do Quedlinburga na Wielkanoc 973.
Otton I zmarł w maju 973 i został pochowany w Magdeburgu. Jego syn Otton II w trakcie swojego 10-letniego panowania odwiedził Quedlinburg jedynie dwukrotnie. W chwili jego śmierci w 984 Otton III miał dopiero 6 lat. Regentką w imieniu syna została Teofano, która doprowadziła do koronacji syna na króla Niemiec w 983. W 984 przeciwko cesarzowej wystąpił cesarski krewniak, Henryk II Kłótnik, który porwał małego Ottona.
W 984 w Quedlinburgu odbył się zjazd wielmożów niemieckich, którzy popierali starania Henryka II Kłótnika o tron królewski. W zjeździe wzięło udział trzech słowiańskich książąt: obodrzycki Mściwoj, czeski Bolesław II Pobożny oraz polski Mieszko I. Mieszko zaaranżował małżeństwo Bolesława z córką margrabiego Miśni Rygdagą w 986 wziął udział w wyprawie przeciwko Wieletom, co prawdopodobnie uratowało go przed interwencją cesarzowej Teofano.
Wkrótce Henryk II został zmuszony do oddania dziecka matce. Aby uniknąć wojny, Teofano przywróciła w 985 Henrykowi władzę w Bawarii. Dwa lata później Henryk II złożył w Quedlinburgu hołd młodemu Ottonowi III.
Otton III nadał klasztorowi swojej babki Matyldy przywilej targowy, celny oraz prawo bicia własnej monety, co przyczyniło się do szybkiego rozwoju gospodarczego Quedlinburga. O silnej pozycji miasta na politycznej mapie Rzeszy w XI–XII w. piszą późniejsze Roczniki Kwedlinburskie.
Klasztor kwedlinburski otrzymał wiele darów od saskiego domu królewskiego. Oprócz wszystkich osad kwedlinburskich, do klasztoru należały tak odległe włości jak: Soltau (oddalone o 170 km), kościół św. Michała w Volkmarskellers (od 956), Duderstadt (od 974), Poczdam (od 993) oraz Gera (od 999). Otto I podarował klasztorowi 48 miejscowości, Otto II 11 a Otto III 10. W wiekach późniejszych klasztor otrzymał dalszych 150 miejscowości, a także wiele innych darów.
W 1054 rozstrzygnięty został tutaj przez cesarza Henryka III spór o Śląsk pomiędzy władcą Polski Kazimierzem I Odnowicielem a księciem Czech Brzetysławem I. W wyniku wyroku Śląsk wrócił do Polski w zamian za coroczną opłatę w wysokości 500 grzywien srebra i 30 złota.

#### Rozkwit miasta
Miasto cieszyło się wieloma przywilejami nadanymi przez cesarzy Henryka III i Lotara III w XI i XII w. Kwedlinburscy kupcy otrzymali prawo nieograniczonego bezcłowego handlu na obszarze od Morza Północnego po Alpy. Prężny handel, szczególnie tkaninami wysokiej jakości, przyczynił się do szybkiego rozwoju gospodarczego miasta w ciągu kolejnych 400 lat. Nowe Miasto zostało założone w XII w. na wschodnim brzegu rzeki Bode. Około 1330 Nowe Miasto i Stare Miasto zostały opasane wspólnym murem obronnym tworząc jedno miasto.
Ksienie klasztoru kontrolowały miasto, któremu jednak udało się wkrótce uzyskać szczególną pozycję polityczną. W konflikcie pomiędzy biskupem Halberstadt Albrechtem II a grafem Albrechtem II von Regenstein, Quedlinburg opowiedział się po stronie biskupa i pomógł pojmać von Regensteina. Wedle legendy Albrecht II von Regenstein był przetrzymywany prawie dwa lata w drewnianej skrzyni w ratuszu miejskim. Odtąd miasto cieszyło się przychylnością biskupa, co przyczyniło się do pewnego uniezależnienia się od przeoryszy klasztoru. W tym okresie Quedlinburg rozbudował umocnienia obronne oraz nawiązał wiele kontaktów z innymi miastami, m.in. w 1384 wstąpił do Związku Miast Dolnej Saksonii, a w 1426 do Hanzy.
Miasto dążyło do pełnej niezależności od klasztoru, co doprowadziło w 1477 do konfliktu. Mieszkańcy miasta próbowali siłą usunąć ksieni Jadwigę z Saksonii. Jadwiga zwróciła się o pomoc do swoich braci, książąt wettyńskich Ernesta i Albrechta, których wojska przypuściły szturm na miasto. W trakcie walk zginęło 80 obywateli Quedlinburga. Mieszczaństwo poddało się, utraciło przywileje i wystąpiło ze związków z innymi miastami. Postawiony w 1440 posąg rycerza Rolanda, symbolizujący niezależność miasta, został zburzony.

### Czasy nowożytne

#### Reformacja
Podczas wojny chłopskiej zniszczono klasztor norbertanów św. Wiperta, klasztor benedyktynów św. Marii, klasztor franciszkanów na Starym Mieście oraz klasztor augustianów w Nowym Mieście. Ruch reformacyjny zwyciężył w Quedlinburgu w 1539. Klasztor żeński zamieniono w instytucję ewangelicką Freies weltliches Stift.
W XVI i XVII w. miasto dziesiątkowały epidemie dżumy (1565–1556, 1577, 1598, 1626 oraz 1636–1637). Kolejne fale zachorowań udało się powstrzymać po założeniu cmentarza poza bramami miasta.
W 1615 przebudowano ratusz. Największe inwestycje budowlane przeprowadzono po zakończeniu wojny trzydziestoletniej. Większość z 1200 zachowanych do dziś dnia domów rzemieślniczych o budowie szachulcowej pochodzi z tego okresu. W 1676 wielki pożar pochłonął 40 domów w okolicy Steinbrücke, Word oraz Neues Weg.
W 1698 elektor Saksonii sprzedał protektorat miasta (niem. Vogtei) książętom Brandenburgii. W 1797 wybuchł wielki pożar w Nowym Mieście, który pochłonął m.in. pozostałości klasztoru augustianów. W 1803 w procesie sekularyzacji rozwiązano klasztor żeński (niem. Damenstift). Budynki poklasztorne przeszły na własność państwa pruskiego (w latach 1807–1813 Królestwa Westfalii).

#### Centrum hodowli roślin XVIII
W XVIII–XIX wieku miasto przeżywało ponowny rozkwit dzięki szybko rozwijającej się hodowli kwiatów i nasion. W 1834 G. Chr. Hanewald założył w Quedlinburgu pierwszą fabrykę cukru w rejencji magdeburskiej, co przyczyniło się do rozwoju przemysłu spożywczego. Nowoczesne metody hodowli, połączenie kolejowe oraz reforma rolna tzw. Flurbereinigung (pol. czyszczenie gruntu) pozwoliły na szybki rozwój takich firm nasiennych jak Gebr. Dippe AG, Heinrich Mette & Co GmbH, Rudolf Schreiber & Söhne. Firmy hodowli nasion były największym pracodawcą w owych czasach. Zatrudniały również wielu robotników sezonowych z terenów Polski.

#### Miasto garnizonowe od 1815
W latach 1815–1938 Quedlinburg był miastem garnizonowym. Od 1815 stacjonował tu 7. szwadron regimentu Kirasjerów, później dołączył do niego 7. regiment rajtarii Landwehry. Od 1859 w mieście stacjonował 67. batalion regimentu piechoty, a od 1871 165. regiment piechoty.
Z przyczyn ekonomicznych władze miasta ubiegały się o kolejne garnizony. W 1905 przeniesiono do Quedlinburga I. i III. batalion oraz sztab 165. regimentu piechoty.

### XX wiek

#### I wojna światowa
Podczas I wojny światowej do prac polowych wykorzystywano 17.000 jeńców wojennych z Rosji, Francji, Anglii, Belgii i Włoch, którzy przebywali w tzw. obozie Ritteranger ok. 2 km na północny wschód od miasta. Po wojnie obóz wykorzystywano jako tymczasowe zakwaterowanie dla żołnierzy carskich. Zabudowania obozu zostały spalone w 1922.

#### Republika Weimarska
W czasie puczu Kappa-Lüttwitza w marcu 1920 w Quedlinburgu zginęło 7 żołnierzy i 14 osób cywilnych. Kolejne lata upłynęły pod znakiem hiperinflacji. W 1926 wielka fala powodziowa na Bode zniszczyła wszystkie mosty.
W 1922 r. Quedlinburg hucznie obchodził 1000-lecie istnienia.

#### Okres III Rzeszy

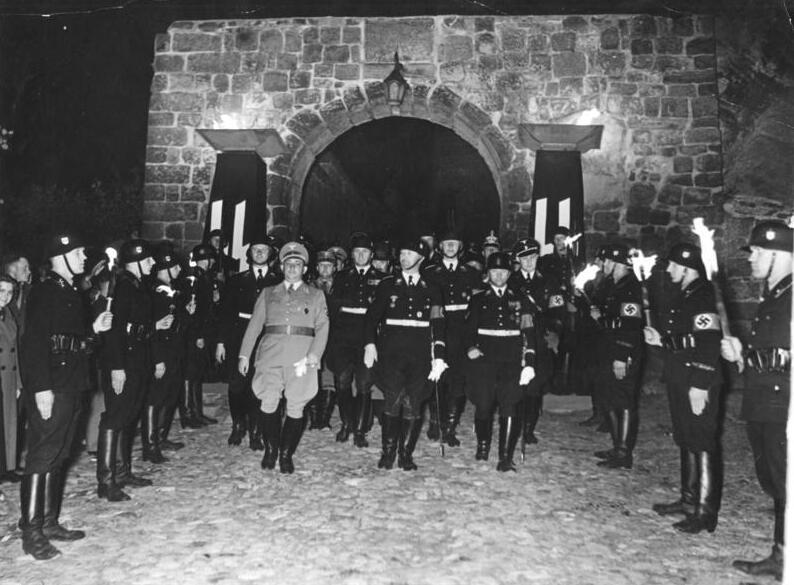
Heinrich Himmler w Quedlinburgu, 1 lipca 1938

Tysięczna rocznica śmierci króla Henryka I Ptasznika w 1936 została wykorzystana propagandowo przez nazistów. Heinrich Himmler uważał się za powtórne wcielenie Henryka I. SS zajęło kryptę św. Wiperta wraz kościołem św. Serwacego. Propaganda rozpowszechniała informacje o odnalezieniu zaginionych przez wieki szczątków króla Henryka I. Powojenne badania domniemanego szkieletu Henryka I wykazały fałszerstwo.
Podczas nocy kryształowej splądrowano wiele sklepów oraz mieszkań obywateli pochodzenia żydowskiego. Wkrótce rozpoczęły się deportacje Żydów. W granicach miasta znajdowały się trzy oddziały obozów koncentracyjnych: areszt okręgowy (Kreisgerichtsgefängnis) oraz dwa obozy dla więźniów (Gefangenenlager) w hali Kleersturnhalle i na lotnisku w Quarmbeck (obecnie dzielnica Quedlinburga).
Od 1943–1944 Quedlinburg pełnił funkcję lazaretu. Przebywało tu ponad 8000 rannych. W tygodniu poprzedzającym 19 kwietnia 1945, kiedy to amerykańskie oddziały (RCT 18) zdobyły miasto, udało się wywieźć z miasta części rakiet V2, które składowano w wagonach na dworcu kolejowym. Dzięki temu miastu udało się uniknąć alianckich nalotów i bombardowań.

#### NRD
Po II wojnie światowej Quedlinburg znalazł się w założonym w 1945 kraju związkowym Saksonii-Anhalt, w okręgu Halle (Saale) na terenie Niemieckiej Republiki Demokratycznej (NRD). Za czasów NRD przedsiębiorstwo Steinle und Hartung stało się największym zakładem produkującym urządzenia miernicze i klimatyzacyjne (MERTIK). Na szeroką skalę kontynuowane były również tradycje hodowli warzyw na nasiona, a w mieście utworzono Instytut Naukowo-Badawczy Nasiennictwa. Na obrzeżach miasta wybudowano osiedla robotnicze (Süderstadt, Kleers).
25 lutego 1950 miasto odwiedził prezydent NRD Wilhelm Pieck. 17 czerwca 1953 robotnicy Quedlinburga i Thale przyłączyli się do ogólnonarodowych wystąpień, które zostały stłumione przez okupacyjne wojska Armii Czerwonej. 17 maja 1957 Quedlinburg odwiedził premier NRD Otto Grotewohl.
Chociaż miasto nie zostało zbombardowane w czasie II wojny, jego zabytki znajdowały się w bardzo złym stanie, częściowo grożąc zawaleniem. Początkowe plany władz NRD, by całkowicie wyburzyć historyczne Stare Miasto i na jego miejscu urządzić plac centralny otoczony zabudowaniami z wielkiej płyty, nie zostały zrealizowane z powodu braku funduszy. Część historycznych budynków udało się uratować po 1976, dzięki pracom prowadzonym przez doświadczonych polskich restauratorów i budowniczych z Torunia.
Efekty eksperymentów architektonicznych z zabudową wielkopłytową na Starym Mieście widoczne są do dziś przy Marschlinger Hofe, Neuendorf i Schmalen Straße na północ od rynku. Kompletna restauracja zabytkowych budynków Starego Miasta została przeprowadzona dopiero po reunifikacji Niemiec w 1990 r.

#### Okres po rewolucji 1989–1992
Przebieg wydarzeń 1989 w Quedlinburgu opisano w poniższy sposób: “Jesienią 1989 w żadnym innym mieście nie uczestniczyło w demonstracjach tylu mieszkańców co w Quedlinburgu” (w stosunku do ogólnej liczby mieszkańców miasta).
Pokojowe demonstracje organizowano w Quedlinburgu w każdy czwartek. Największe protesty miały miejsce 9 listopada 1989, kiedy to na ulice wyszło ponad 30 000 osób, które nie wiedziały jeszcze, że w tym samym czasie upadał Mur Berliński. 12 grudnia 1989 zlikwidowano komórkę ds. kryzysowych Ministerstwa Bezpieczeństwa Publicznego (niem. Ministerium für Staatssicherheit), po uprzednim zniszczeniu wielu akt (np. z danymi na temat przynależności religijnej).
W styczniu 1990 w czasie nieplanowanej wizyty w Quedlinburgu, Helmut Kohl zapowiedział pomoc finansową dla niezbędnych prac remontowych w mieście. Wiosną 1990 władze Dolnej Saksonii przekazały miastu 100 000 dachówek na najbardziej niezbędne naprawy.
W 1993 powróciły z USA do Quedlinburga przedmioty zrabowane ze skarbca katedralnego. W 1994 kolegiata, zamek oraz stare miasto zostały wpisane na listę światowego dziedzictwa kulturowego UNESCO.

## Zabytki
W Quedlinburgu przetrwały do obecnych czasów liczne zabytki. Miasto swój niepowtarzalny klimat zawdzięcza starówce z ponad 1300 zabytkowymi domami o budowie szachulcowej, z których najstarsze pochodzą z XVI w.

### Kościoły

#### Kościoły romańskie
- Najstarszy zachowany zabytek to romańska kolegiata pod wezwaniem św. Serwacego (niem. Stiftskirche St. Servatii) położona tuż przy średniowiecznym zamku Henryka I Ptasznika. Obecna kolegiata to czwarty z kolei kościół w tym miejscu, poświęcony w 1129. Budowla charakteryzuje się surowością wnętrz. Jedynymi dekoracjami są zdobienia głowic kolumn i przyczółków sklepionych oraz biegnący górą fryz. Arkady oddzielające nawę główną od naw bocznych charakteryzują się specyficznym układem kolumn. Jest to tzw. dolnosaksoński zmienny system podpór, w którym po dwóch kolumnach następuje filar. Kościół był kilkakrotnie przebudowywany. W XI–XII w. rozpoczęto prace nad dwoma romańskimi wieżami po stronie zachodniej. Jednak wieża południowa nie została wtedy ukończona z powodu problemów technicznych. W 1320 za czasów opatki Jutty von Kranichfeld przebudowano chór wysoki w stylu gotyckim. W latach 1863–1882, w trakcie kompleksowych prac restauracyjnych kierowanych przez Ferdinanda von Quasta dokończono drugą wieżę. Obydwu wieżom nadano wtedy kopuły reńskie. W okresie 1938–1945 kościół pozostawał zajęty przez oddziały SS Heinricha Himmlera. Kolegiata posiada jeden z najbogatszych skarbców na terenie Niemiec. Znajduje się tu ponad 50 cennych dzieł sztuki, głównie z okresu średniowiecza, m.in. relikwiarz św. Serwacego (IX w.), grzebień z kości słoniowej króla Henryka I (VII–VIII w.), dzban z Kany Galilejskiej (I w.), ewangeliarz Samuela (IX w.), relikwiarz Henryka I oraz ewangeliarz św. Wiperta.
- Najstarsze pozostałości średniowiecznych murów kościoła św. Wiperta (niem. Wipertikirche) sięgają poł. X w. W kościele znajduje się krypta z 1020. Świątynia ma formę trzynawowej bazyliki. W 1146 konwent kanoników (od 961–64), do którego należał kościół, został przekształcony w klasztor norbertanów, który został rozwiązany w okresie reformacji w 1546. Kościół był następnie użytkowany jako świątynia ewangelików gmin Münzenberg oraz Westendorf. Wraz z rozwiązaniem opactwa żeńskiego w 1802 kościół św. Wiperta został wynajęty, a następnie sprzedany i używany jako stodoła. W latach 1936–1945 zajęty przez oddziały SS. Odnowiony w 1954–1958. Ponownie poświęcony w 1959. Odtąd użytkowany latem jako świątynia katolicka. W 1995 powstała fundacja mająca na celu opiekę nad kościołem[21].

Kolegiata św. Serwacego oraz kościół św. Wiperta są stacją (Nr. 36) południowego odcinka Szlaku Romańskiego w Saksonii-Anhalt.
- Kościół Mariacki (niem. Marienkirche) na wzgórzu Münzenberg nie jest używany dla celów liturgicznych, można go jednak zwiedzać. Kościół został założony w 986 z inicjatywy opatki Matyldy jako świątynia klasztoru benedyktynów. Po wielkim pożarze kościół został ponownie poświęcony w 1017 w obecności króla Henryka II. Po zniszczeniach wojny chłopskiej klasztor został opuszczony. Od 1550 na wzgórzu zaczęła osiedlać się okoliczna ludność, w wyniku czego teren kościoła został podzielony pomiędzy 17 pojedynczych domów mieszkalnych. Obecnie, spora część kościoła została udostępniona w jego oryginalnym stanie.

#### Kościoły gotyckie

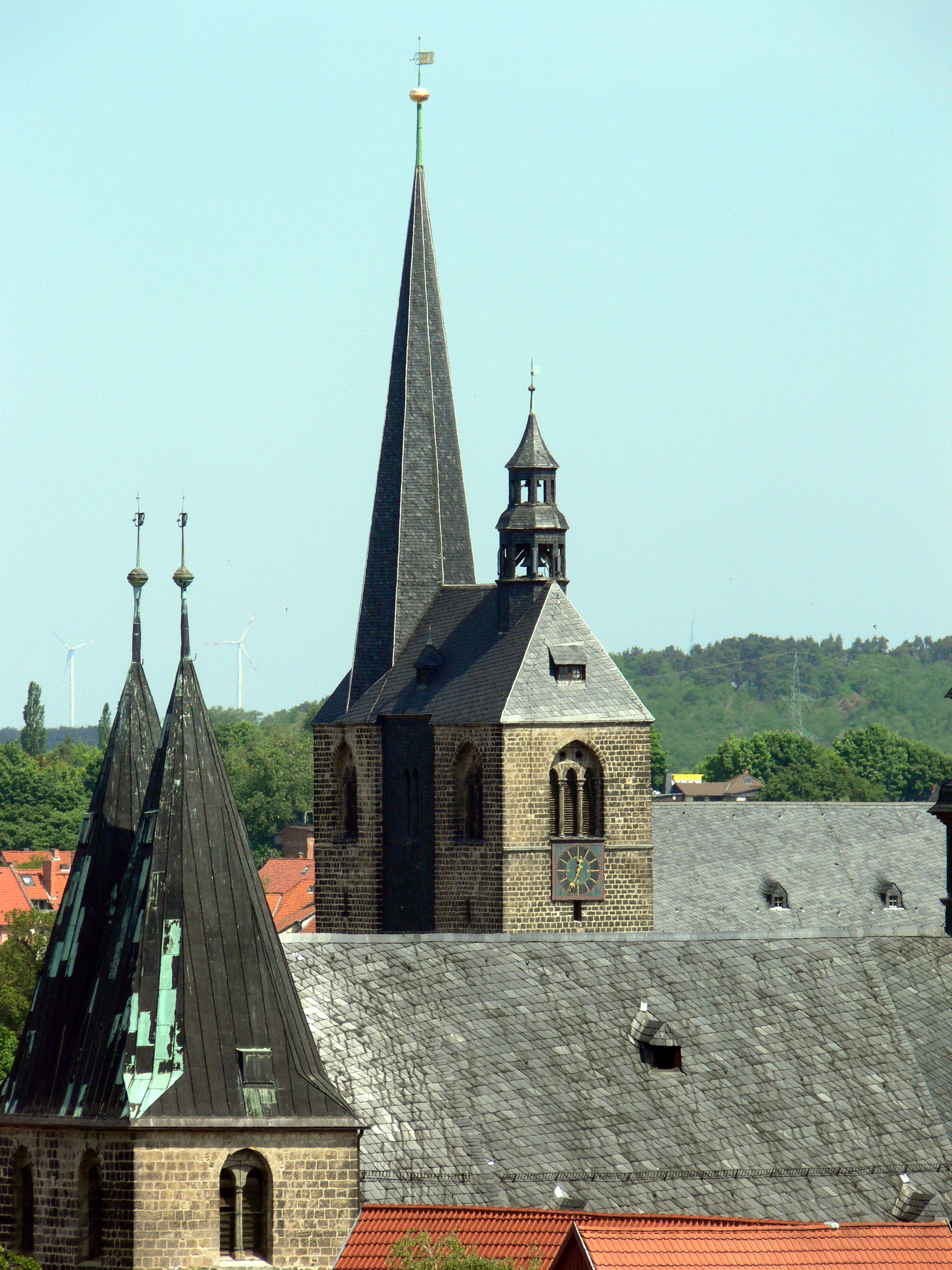
Wieże kościołów Św. Błażeja (po lewej) i Św. Benedykta (po prawej)

- Kościół św. Idziego (niem. Pfarrkirche St. Ägidien) w północnej części starego miasta, jest późnogotycką konstrukcją trójnawową z masywnymi wieżami. Świątynia została poświęcona w 1179. Obecnie możliwość zwiedzania kościoła jest ograniczona z uwagi na stan techniczny budowli.
- Kościół św. Benedykta (niem. Marktkirche St. Benedikti) przy rynku wraz z kaplicą Kalandskapelle został wzniesiony na pozostałościach murów romańskich i poświęcony w 1233. Świątynia jest kościołem halowym, posiada późnogotycki chór z XIV w. oraz chrzcielnicę z 1648. Obecnie kościół można zwiedzać przez cały rok.
- Kościół św. Mikołaja (niem. Nikolaikirche) na Nowym Mieście jest doskonałym przykładem wczesnogotyckiej architektury sakralnej. Jest to trójnawowy kościół halowy o 72 metrowych wieżach. Świątynia została poświęcona w 1222. W wieży znajdują się figury pasterza z psem. Wedle przekazu kronikarskiego z XIII w. dwóch pasterzy znalazło skarb na łące zwanej Pfannenwiese, który następnie podarowali na budowę kościoła.
- Kościół św. Błażeja (niem. Blasiikirche)[22] na Starym Mieście został przekazany przez parafian miastu. Obecnie budynek świątyni używany jest jako sala koncertowa i wystawiennicza. Z okresu gotyku ostały się dwie wieże, nawa główna pochodzi z baroku. Na szczególną uwagę zasługują ławy z przełomu XVI–XVII w.

#### Kościoły neogotyckie
- Kościół św. Matyldy (niem. St. Mathildenkirche)[23] w Neuendorf powstał w latach 1856–1858 według planów Friedricha von Schmidta, jednego ze współpracowników przy budowie katedry w Kolonii. Świątynia została poświęcona w 1858 przez biskupa Paderborn Konrada Martina i odtąd służy jako kościół parafialny społeczności katolickiej.
- Kościół św. Jana (niem. Johanniskirche) został wzniesiony w 1906 na terenie dawnego szpitala dla trędowatych w Süderstadt. Znajdująca się przy szpitalu kaplica św. Jana wzmiankowana już była w XIII w. Od 2003 kaplica leży na niemieckim odcinku drogi św. Jakuba.

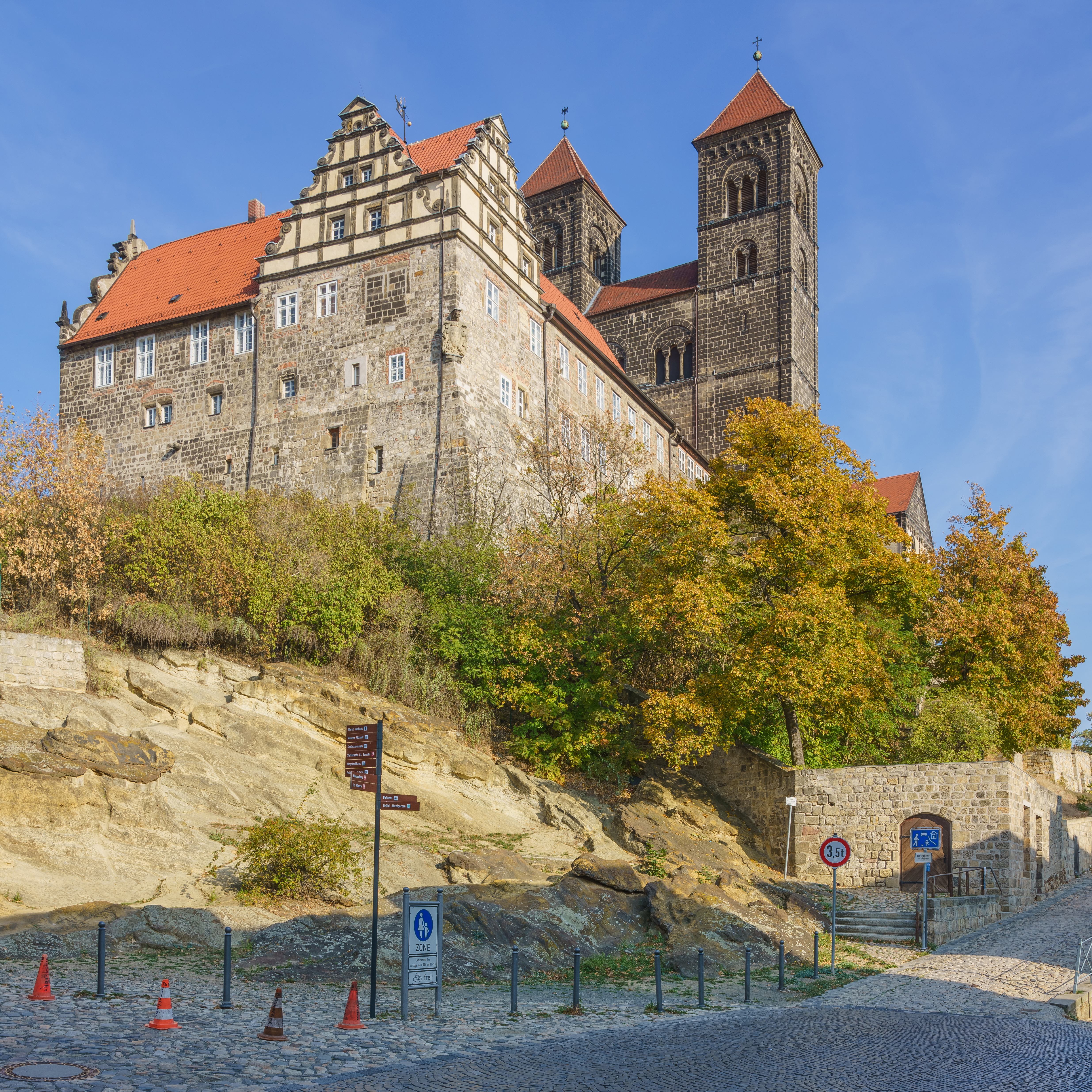
Kolegiata św. Serwacego
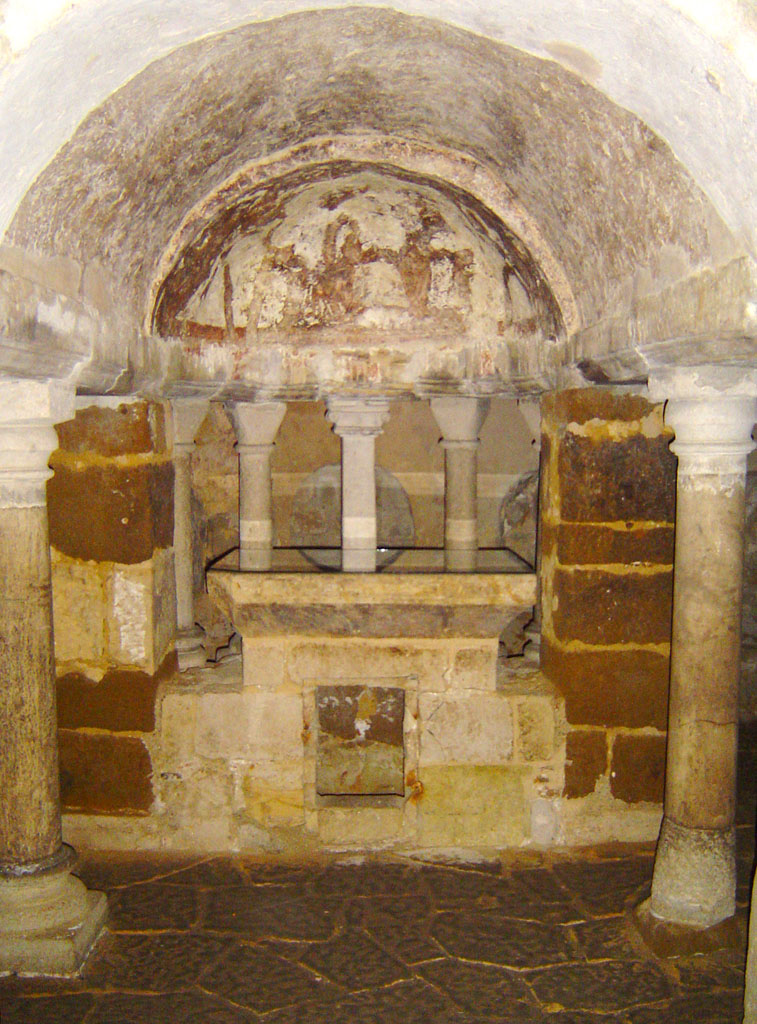
Kościół św. Wiperta, krypta
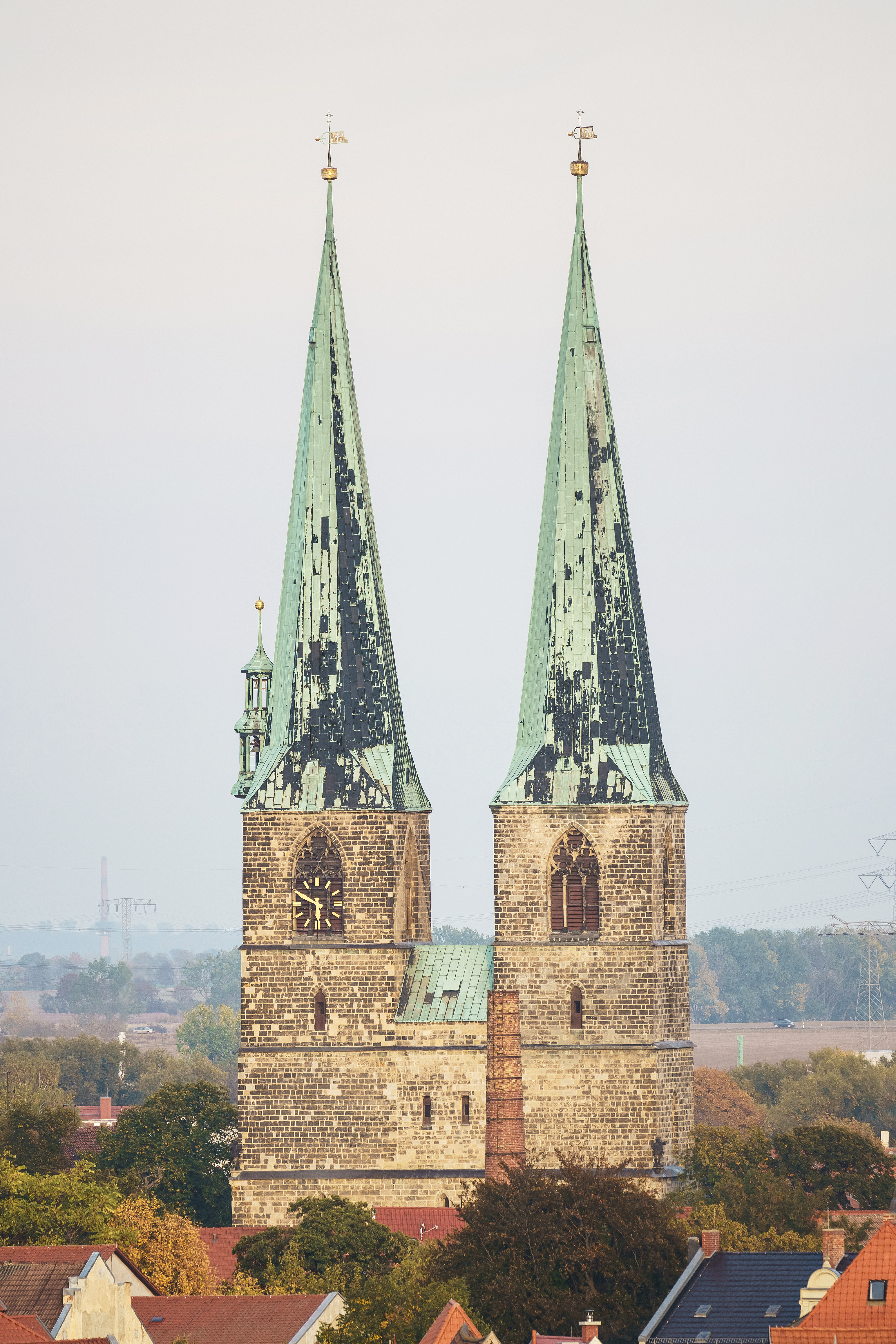
Kościół św. Mikołaja
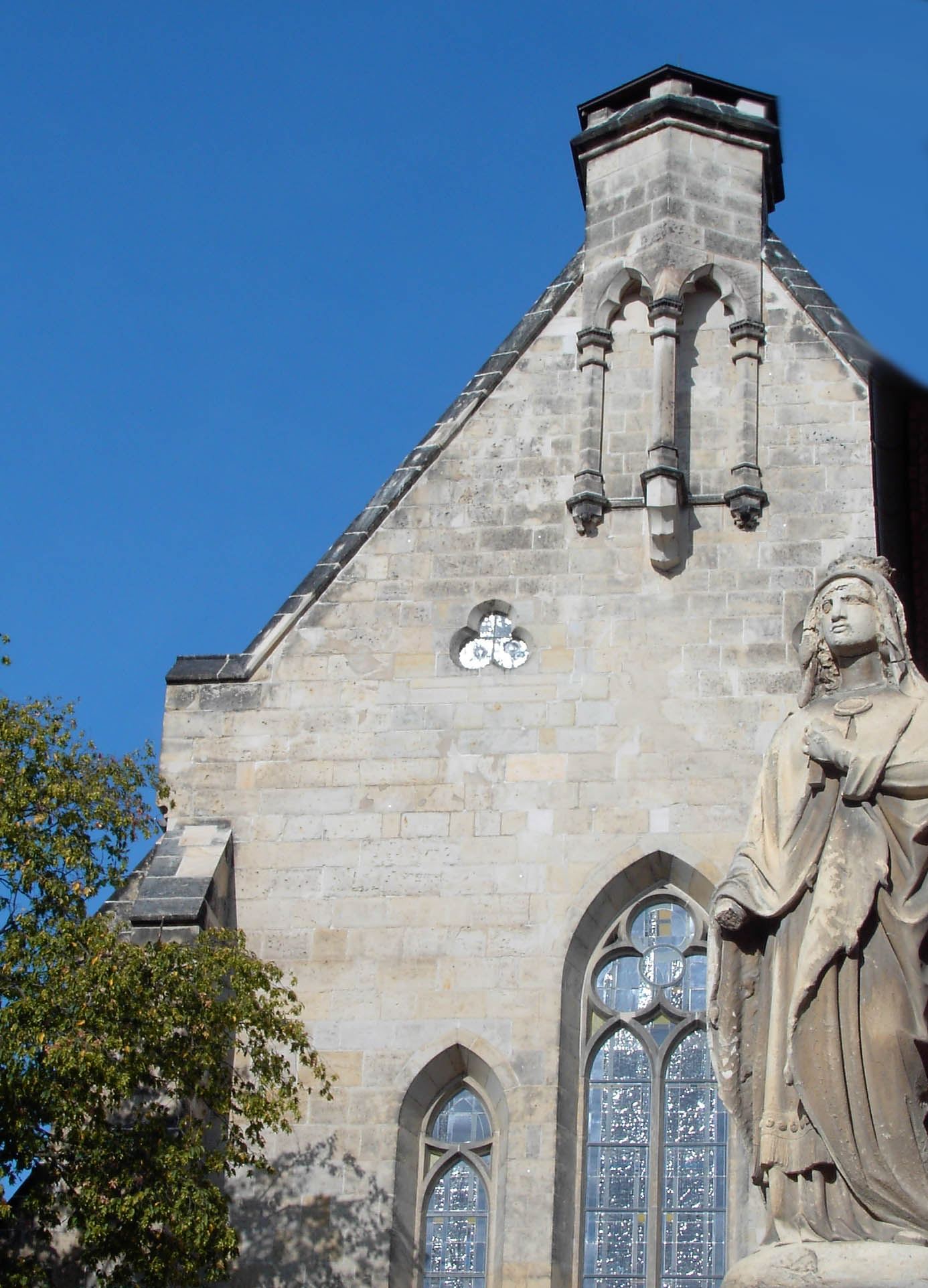
Kościół św. Matyldy

### Zabudowa szachulcowa
Większość historycznego centrum Quedlinburga tworzy 1327 domów z muru pruskiego, podzielonych ze względu na formę architektoniczną na pięć grup: jedenaście domów zbudowanych przed 1530 (1%), 70 powstałych pomiędzy 1531 a 1620 (5%), 439 wzniesionych w latach 1621–1700 (33%), 552 wybudowanych w XVIII wieku (42%) oraz 255 z XIX–XX wieku (19%). Dla porównania podobnych domów w Wernigerode jest 624, w Stolberg (Rheinland) 354, a w Osterwiecku 353.
W latach 1989–2005 udało się odrestaurować 650 z 1200 domów objętych ochroną. Na szczególną uwagę zasługują następujące zabytki:
- dom gildii kupieckiej Zur Rose z 1612, Breite Straße 38
- tzw. Börse (pol. Giełda) z 1683, Steinweg 23
- dawna gospoda Weißer Engel z 1623, Lange Gasse 33 (sufity na piętrze pokryte 11 reliefami stiukowymi przedstawiającymi sceny ze Starego Testamentu)
- kamienny ratusz z XIII-XIV w.
- Hagensches Freihaus z 1597, Bockstraße 6/Klink 11
- Salfeldtsches Palais, Kornmarkt 5
- dom w stylu secesyjnym z 1903 na miejscu szpitala św. Ducha

## Gospodarka
W mieście rozwinął się przemysł precyzyjny, chemiczny, metalowy oraz papierniczy.

## Transport
W mieście znajduje się stacja kolejowa.

## Współpraca
Miejscowości partnerskie:
- Bad Karlshafen, Hesja (kontakty utrzymuje dzielnica Bad Suderode)
- Aulnoye-Aymeries, Francja
- Celle, Dolna Saksonia
- Hameln, Dolna Saksonia
- Hann. Münden, Dolna Saksonia
- Herford, Nadrenia Północna-Westfalia
- Torbay, Wielka Brytania